# Сканнеры
«Сканнеры» (англ. Scanners) — канадский фильм ужасов режиссёра Дэвида Кроненберга, премьера которого состоялась 14 января 1981 года. В 1983 году получил главный приз на международном фестивале фантастических фильмов «Фантаспорту».

## Слоганы
- «There are 4 billion people on earth. 237 are Scanners. They have the most terrifying powers ever created… and they are winning» — «На Земле 4 миллиарда человек. 237 — Сканеры. У них есть самые ужасающие силы из когда-либо созданных… и они побеждают».
- «10 seconds: The Pain Begins. 15 seconds: You Can’t Breathe. 20 seconds: You Explode» — «10 секунд: Начинается боль. 15 секунд: Ты не можешь дышать. 20 секунд: Ты взрываешься».

## Сюжет
Сканеры — люди со сверхспособностями, способные не только читать мысли других, но и воздействовать психологически (от мысленного контроля до убийства). За их способности общество отторгает их, из-за чего многие сканеры скрывают свои способности. Корпорация «ConSec», поставщик оружия и охранных систем, находит и отлавливает сканеров якобы для защиты общества, но в действительности они используют их в своих целях.
Кэмерон Вэйл — бездомный, не помнящий своей жизни. Он — сканер, однако он не отдаёт точного отчёта своим способностям. Однажды, собирая остатки еды в торговом центре, он своими способностями чуть не убивает женщину. Это замечают два агента «ConSec», которые нейтрализуют и похищают Вэйла.
Тем временем «ConSec» проводит пресс-конференцию, пытаясь доказать, что благодаря их экспериментам, сканеры — не только не опасны обществу, но и могут служить во благо. Доктор Пол Рут, глава в изучении «феномена Сканеров», приглашает самого старшего сканера компании продемонстрировать на добровольце способности по сканированию. Добровольцем становится Деррил Рэвок, который также является сканером, объявившим войну «ConSec» и всем работающим там сканерам. В процессе сканирования он берёт инициативу в свои руки, сам начав сканирование. В результате этого у старшего сканера взрывается голова. Агенты безопасности пытаются схватить Рэвока и увезти его, однако он сбегает, убивая шестерых агентов.
Рут встречается с новым главой безопасности «ConSec» — Брейденом Келлером, чтобы обсудить две проблемы — выслеживание Рэвока и внедрение «своего» в тайное общество сканеров. Рут предлагает единое решение — Вэйла, чьих способностей достаточно для противостояния Рэвоку. Однако Вэйл отказывается. Единственная зацепка — Бенджамин Пирс — сканер, а ныне — художник. Он отсидел в тюрьме за то, что попытался убить свою семью в возрасте десяти лет. Но как тогда усмирить Рэвока? Рут показывает Вэйлу препарат — эфемерол, разработка «ConSec», способный подавить телепатические способности сканеров.
Вэйл находит Пирса после посещения галереи. Пирс в бегах, так как Рэвок ищет его, поскольку Пирс отказался от вступления в ряды сканеров Рэвока. Однако люди Рэвока всё же находят и убивают Пирса. Вэйл обезвреживает всех. Он сканирует мозг одного из нападавших, чтобы узнать что-нибудь о подполье сканеров. Сканирование приводит Вэйла к Ким Обрист, которая сформировала союз сканеров. Вэйл приглашён на собрание, которое в действительности является ловушкой, где люди Рэвока убивают всех сканеров из союза Ким.
Вэйл узнаёт, что Рэвок намерен нелегально поставлять партии эфемерола. Вэйл и Ким отправляются в «ConSec», чтобы предупредить об этом доктора Рут. Однако Келлер, который помогает Рэвоку, убивает доктора и пытается поймать Вэйла и Ким. Вэйл через телефонный автомат пытается взломать сеть «ConSec», однако это замечает Келлер. Поскольку нервная система Вэйла находилась в контакте с сетью, Келлер велит уничтожить все файлы, чтобы тем самым уничтожить посторонние узлы и убить Вэйла. Однако Вэйл успевает спастись. Из-за перегрузки системы происходит взрыв, убивающий Келлера.
Вэйл и Ким находят последнего, кто может им помочь — доктора Фрейна. В больнице Ким сканирует неизвестный. Она ничего не понимает, но потом узнаёт, что это — ребёнок беременной женщины. Фрейн поставлял эфемерол в больницу и использовал его на беременных женщинах. Но прежде чем Вэйл и Ким успевают допросить доктора, их усыпляют и похищают люди Рэвока.
Вэйл приходит в себя в офисе Рэвока, где узнаёт всю суть. Он и Рэвок — братья, доктор Рут — их отец, ставивший эксперименты с эфемеролом на их беременной матери. Фактически, все сканеры — дети, чьи матери при беременности принимали эфемерол. Цель Рэвока — собрать «армию» сканеров и захватить мир. Он даёт Вэйлу последний шанс примкнуть к его «армии», но тот отказывается, ударяя Рэвока статуэткой по голове. Рэвок решает высосать мозг брата, проведя полнейшее сканирование. Начинается схватка двух сканеров. Рэвок сильнее Вэйла. Вэйл начинает воспламеняться, но продолжает Сканирование. Внезапно глаза Рэвока полностью белеют. Он начинает истошно вопить.
Ким просыпается. Войдя в офис Рэвока, она видит обгоревшее тело на полу. Неожиданно её окликает Вэйл, сидящий в углу под своим пальто. Однако это оказывается Рэвок, но с глазами Вэйла и без шрама на лбу. «Мы победили», — говорит он, но уже голосом Вэйла.

## В ролях
- Дженнифер О’Нил — Ким Обрист
- Стивен Лэк — Камерон Вейл
- Патрик Макгуэн — Доктор Пол Рут
- Лоренс Дейн — Брейдон Келлер
- Майкл Айронсайд — Дэррил Ривок
- Роберт Силвермен — Бенджамин Пирс

## Производство
Эффект взрывающейся головы, отмеченный множеством кинокритиков,
был достигнут с помощью выстрела из дробовика в затылок муляжа человеческой головы, наполненного потрохами животных.

## Критика
Кинокритик Роджер Эберт поставил 2 звезды из 4 и написал: «Мы в основном сведены к просмотру спецэффектов, которые хороши, но удивительно абстрактны».

## Награды и номинации
- 1981 — две премии «Сатурн» за лучший иностранный фильм и за лучший грим (Дик Смит), а также номинация за лучшие спецэффекты (Гэри Зеллер).
- 1982 — 8 номинаций на премию «Джини»: лучший фильм, лучшая режиссура (Дэвид Кроненберг), лучший оригинальный сценарий (Дэвид Кроненберг), лучшая мужская роль второго плана (Майкл Айронсайд), лучший монтаж (Рональд Сандерс), лучшая работа художника-постановщика (Кэрол Спир), лучшие костюмы (Дельфин Уайт), лучший звук (Питер Бёрджесс).
- 1983 — приз фестиваля фантастических фильмов «Фантаспорту» за лучший фильм.